# زجاج لبني
الزجاج اللبني «الأركوبال» (بالإنجليزية: Milk glass)‏ عبارة عن زجاج معتم أو نصف شفاف، زجاج أبيض لبني أو ملون، منفوخ أو مضغوط على هيئة طائفة واسعة من الأشكال. وقد تم صناعته أولاً في مدينة فينيسيا في القرن السادس عشر، وتشمل ألوانه الأزرق، الوردي، الأصفر، البني، الأسود، والأبيض وهو ما أدى إلى تسميته بهذا الاسم الشائع.

## التاريخ
تم تصنيعه أولاً في مدينة البندقية في القرن السادس عشر وتشمل ألوانه الأزرق، الوردي، الأصفر، البني، الأسود، والأبيض. وقد سمّا صانعو الزجاج في القرن التاسع عشر الزجاج الأبيض اللبني المعتم باسم «زجاج أوبال». أمّا اسم الزجاج اللبني أو الأركوبال يعتبر حديث نسبياً. ويتحقق أو يظهر اللون الأبيض من خلال إضافة مادة بيضاء معتمة مثل ثنائي أكسيد القصدير أو رماد العظام.
وبصناعة الزجاج اللبني «الأركوبال» على هيئة أواني طعام مزخرفة ومصابيح ومزهريات ومجوهرات مقلدة، فإنه قد نال شعبية كبيرة خلال نهاية القرن. والقطع التي قد صنعت للأثرياء في العصر الذهبي كانت معروفة بدقتها وجمالها في اللون والتصميم، في حين أن قطع الزجاج خلال الأزمة أو الركود أثناء الثلاثينيات والأربعينيات من القرن الماضي كانت بدرجة أقل من ذلك.

## الحصول عليه
الزجاج اللبني أو «الأركوبال» له مجموعة كبيرة من هواة التجميع. ويواصل صانعوا الزجاج إنتاج كلاً من القطع الأصلية والنسخ من القطع والأشكال الشعبية.

## أبرز المصنعين

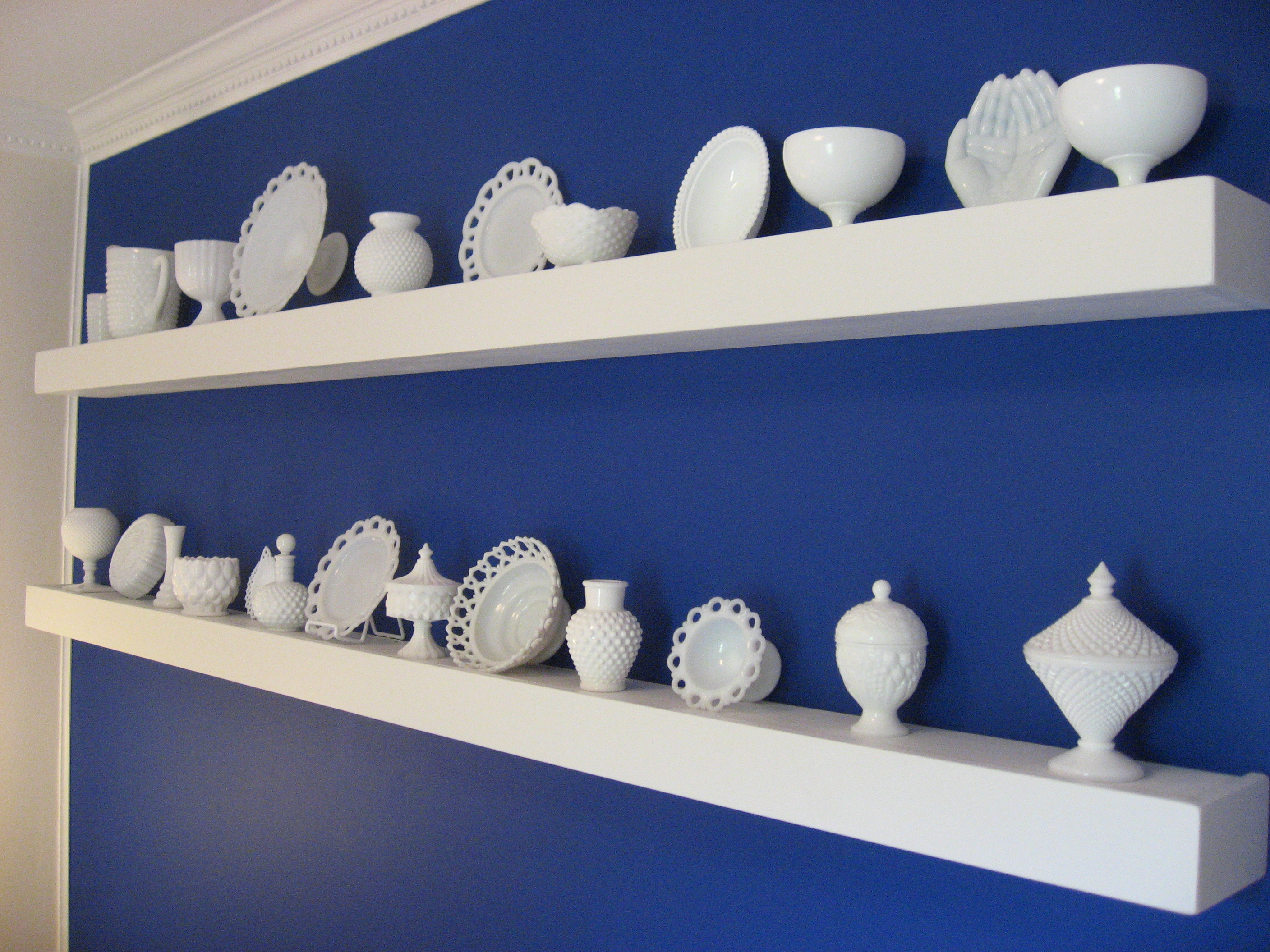
مجموعة من الأركوبال

- مؤسسة كاناوها للزجاج
- شركة فنتون للزجاج
- شركة فوستوريا للزجاج
- الشركة الإمبراطورية للزجاج
- زجاج موسر
- شركة ويستمورلاند للزجاج

## وصلات خارجية
- National Milk Glass Collectors Society
- National Westmoreland Glass Collectors Club